# 김현아 (1970년)
김현아(1970년 ~ )는 대한민국의 배우이다.

## 출연작

### 영화
- 1999년 《인정사정 볼 것 없다》
- 2001년 《와이키키 브라더스》 ... 때밀녀 역
- 2005년 《그때 그사람들》 ... 원태 부인 역
- 2005년 《왕의 남자》 ... 투전판 기생 역
- 2007년 《오래된 정원》 ... 의사 역
- 2007년 《궁녀》 ... 내명부 상궁 역
- 2020년 《결백》... 부장판사 역
- 2022년 《액션동자》 ... 중년 여인 역

### 단편영화
- 2009년 《스탠드 업》 ... 현아 역